# Fe, Esperanza, Caridad y su madre Sofía
Santas Fe (en griego: Πίστις [Pistis]; latín, Fides; 12 años de edad), Esperanza (Ἐλπίς [Elpis], Spes, 10 años), Caridad (Ἀγάπη [Agape], Caritas, 9 años) y su madre Sofía (Σοφία) o Sonia. Las cuatro eran cristianas que vivieron en Roma en el siglo II y fueron martirizadas por orden del emperador Adriano. Según el antiguo Martirologio, las niñas murieron por las torturas, siendo conmemoradas el 1 de agosto, y su madre poco después, al sepultarlas,conmemorada el 30 de septiembre.
Sus nombres coinciden con las tres virtudes teologales o sobrenaturales: la Fe, la Esperanza y la Caridad. El nombre Sofía se traduce del griego como «sabiduría», y en su honor entre 532 y 537 se construyó en Constantinopla, la catedral de Hagia Sophia (en griego Άγια Σοφία - Divina Sabiduría), el templo cristiano más grande hasta 1590, año en que se terminó la cúpula de la Basílica de San Pedro en Roma. La capital de Bulgaria, Sofía, también lleva su nombre, y el día de la ciudad se celebra el día de veneración de santa Sofía.